# رخاء (اسم)
رخاء هو اسم علم مذكر ومؤنث من أصل عربي، ومعناه هو اسم متفائل يحمل امل الدنيا كلها فالأمم تجتمع لتحقيق الرخاء والدول تلهث وراء الرخاء إذا الرخاء يمشى في ركابك.

## وصلات خارجية
- موسوعة السلطان قابوس لأسماء العرب نسخة محفوظة 5 أبريل 2019 على موقع واي باك مشين.